# 呂繼續
呂繼續（渡嘉敷親雲上通寬，1794年—1849年）琉球國第二尚氏王朝時期醫學家、本草學者。
1794年（乾隆59年）生於首里城。1817年（嘉慶22年）渡海至清，師從於北京太醫院的食醫學權威張垣，歸國後任琉球王府的侍醫頭。1824年（道光4年）再至北京留學，師從於張永清，學得精神病的一種積瘋的治療法。
1832年（道光12年）著《御膳本草》，這本書在琉球國是食療法的重要指導書。
他就是《琉球百問》中提到的呂鳳儀。